# Луціє Свецена
Луціє Свецена (чеськ. Lucie Svěcená, 21 серпня 1997) — чеська плавчиня.
Учасниця Олімпійських Ігор 2016 року.
Призерка Чемпіонату Європи з плавання на короткій воді 2012, 2013 років.
Призерка Чемпіонату світу з плавання серед юніорів 2013 року.